# CEV Challenge Cup femenina
La CEV Challenge Cup femenina és la tercera competició europea per a clubs femenins de voleibol. És organitzada per la Confederació Europea de Voleibol (CEV).
Creada la temporada 1980–81 amb el nom de Copa CEV femenina, el 2007 va passar a anomenar-se Copa CEV Challenge, perquè la Recopa d'Europa de voleibol femenina es va reanomenar com a CEV Cup femenina.
- CEV Cup (1980/81 - 2006/2007)
- CEV Challenge Cup (2007/08 - Act.)

## Historial
| Temporada         | Campió                                                             | Finalista                                                          |
| ----------------- | ------------------------------------------------------------------ | ------------------------------------------------------------------ |
| CEV Cup           |                                                                    |                                                                    |
| 1980–81           | SV Lohhof                                                          | Mobili Cecina                                                      |
| 1981–82           | USC Münster                                                        | Lions Baby Ancona                                                  |
| 1982–83           | SG JDZ Feuerbach                                                   | Pallavolo Cecina                                                   |
| 1983–84           | Amatori Bari                                                       | VIC Modena                                                         |
| 1984–85           | Viktoria Augsburg                                                  | Amatori Bari                                                       |
| 1985–86           | Nelson Reggio Emilia                                               | SG JDZ Feuerbach                                                   |
| 1986–87           | Civ e Civ Modena                                                   | USC Münster                                                        |
| 1987–88           | Yoghi Ancona                                                       | Braglia Ceramica Reggio Emilia                                     |
| 1988–89           | Braglia Ceramica Reggio Emilia                                     | Slavia Praha                                                       |
| 1989–90           | Orbita Zaporozhye                                                  | Bayern Lohhof                                                      |
| 1990–91           | Pescopagano Matera                                                 | Braglia Ceramica Reggio Emilia                                     |
| 1991–92           | Pescopagano Matera                                                 | AS Volley Modena                                                   |
| 1992–93           | Colli Aniene Rome                                                  | Eczacıbaşı Istanbul                                                |
| 1993–94           | USC Münster                                                        | Impresem Agrigento                                                 |
| 1994–95           | Ecoclear Sumirago                                                  | Orbita Zaporizhya                                                  |
| 1995–96           | USC Münster                                                        | Emlakbank Ankara                                                   |
| 1996–97           | Alpam Roma                                                         | Romanelli Firenze                                                  |
| 1997–98           | Cermagica Reggio Emilia                                            | Medinex Reggio Calabria                                            |
| 1998–99           | Centro Ester Napoli                                                | Iskra Luhansk                                                      |
| 1999–00           | Medinex Reggio Calabria                                            | Vicenza Volley                                                     |
| 2000–01           | Cividini Vicenza                                                   | Foppapedretti Bergamo                                              |
| 2001–02           | Edison Volley Modena                                               | Marine Consulting Ravenna                                          |
| 2002–03           | Asystel Volley Novara                                              | CV Las Palmas                                                      |
| 2003–04           | Foppapedretti Bergamo                                              | Vini Monteschiavo Jesi                                             |
| 2004–05           | Pallavolo Sirio Perugia                                            | Balakovskaia AES Balakovo                                          |
| 2005–06           | Scavolini Pesaro                                                   | Bigmat Kerakoll Chieri                                             |
| 2006–07           | Pallavolo Sirio Perugia                                            | Zarechie Odintsovo                                                 |
| CEV Challenge Cup |                                                                    |                                                                    |
| 2007–08           | VakıfBank Güneş Istanbul                                           | Infoplus Minetti Imola                                             |
| 2008–09           | Vini Monteschiavo Jesi                                             | Panathinaikos                                                      |
| 2009–10           | Dresdner SC                                                        | Asterix Kieldrecht                                                 |
| 2010–11           | Azerrail Baku                                                      | Lokomotiv Baku                                                     |
| 2011–12           | Lokomotiv Baku                                                     | VC Baku                                                            |
| 2012–13           | Dinamo Krasnodar                                                   | Rebecchi Nordmeccanica Piacenza                                    |
| 2013–14           | Zarechie Odintsovo                                                 | Beşiktaş                                                           |
| 2014–15           | Bursa BBSK                                                         | Uralochka-NTMK Ekaterinburg                                        |
| 2015–16           | CSM București                                                      | Trabzon İdmanocağı                                                 |
| 2016–17           | Bursa BBSK                                                         | Olympiacos                                                         |
| 2017–18           | Olympiacos                                                         | Bursa BBSK                                                         |
| 2018–19           | Saugella Team Monza                                                | Aydın Büyükşehir Belediyespor                                      |
| 2019-20           | Temporada cancel·lada per la Pandèmia per coronavirus de 2019-2020 | Temporada cancel·lada per la Pandèmia per coronavirus de 2019-2020 |